# Isla Melchor
Isla Melchor är en ö i Chile.   Den ligger i regionen Región de Aisén, i den södra delen av landet, 1 300 km söder om huvudstaden Santiago de Chile. Arean är 917 kvadratkilometer.
Terrängen på Isla Melchor är kuperad. Öns högsta punkt är 1 016 meter över havet. Den sträcker sig 35,6 kilometer i nord-sydlig riktning, och 44,4 kilometer i öst-västlig riktning.
I omgivningarna runt Isla Melchor växer i huvudsak städsegrön lövskog. Trakten runt Isla Melchor är nära nog obefolkad, med mindre än två invånare per kvadratkilometer.